# Suur Pehmejärv
Suur Pehmejärv är en sjö i södra Estland. Den ligger i Antsla kommun i landskapet Võrumaa, 220 km sydost om huvudstaden Tallinn. Suur Pehmejärv ligger 73 meter över havet. Arean är 0,49 kvadratkilometer.
Den sträcker sig 1,1 kilometer i nord-sydlig riktning, och 0,7 kilometer i öst-västlig riktning. Sjön avvattnas av vattendraget Ahelo jõgi och ingår i Gaujas avrinningsområde. 200 meter åt nordväst ligger sjön Väikene Pehmejärv som bara är 0,05 kvadratkilometer. Förleden suur betyder stor och väikene liten på estniska. 